# Адажи
А́дажи (латыш. Ādaži) — город (с 1 июля 2022 года) в Латвии, административный центр Адажского края. Расположен в центральной части страны, на левом берегу реки Гауя, в 21 км от центра Риги по автодороге A1. До 1 июля 2009 года входил в состав Рижского района.

## История
Первое упоминание в письменных источниках относится к XIII веку. Нейермюлен (Адажский замок) играл важную роль в годы борьбы за власть между Ливонским орденом и Рижским архиепископством. Некоторое время здесь жил магистр ордена и содержался под стражей арестованный архиепископ Иоганн III.
В годы польско-шведской войны (1600—1629) замок был частично разрушен. В 1658 году стены замка не выдержали осады войсками царя Алексея Михайловича.
В 1863 году на помещичьих землях вспыхнули крестьянские волнения, называемые в историографии Адажским бунтом.
До 1914 года здесь было богатое Адажское имение, границы которого проходили от нынешних Саулкрасты до Букулты.
После Второй мировой войны, в 1948 году на территории с 350 га обрабатываемой земли был образован колхоз «Адажи».
В конце 1960-х — начале 1970-х годов, благодаря деятельному участию председателя колхоза И. В. Кукеля, появились доходные подсобные промыслы, позволившие в короткий срок создать репутацию одного из самых крепких республиканских хозяйств.
Помимо основного занятия земледелием и животноводством, колхозом были организованы: звероферма, дававшая ежегодно 50 тысяч шкурок песца и норки, цех по переработке сельхозпродукции, цех по производству полиэтиленовой плёнки и пластмассовых труб, деревообрабатывающий цех.
В 1986 году на базе колхоза, присоединившего к себе соседние хозяйства, была создана крупная агрофирма. Одним из наиболее значимых нововведений стал пуск предприятия по производству картофельных чипсов, ставший в короткий срок лидером по объёму продаж. Адажские чипсы, ставшие наследниками популярной адажской жареной картофельной соломки, являются узнаваемым латвийским брендом.
В 1991 году здесь было расположено управление Северо-западной группы войск СССР.
На сегодняшний день в городе действует широкая сеть продовольственных магазинов, несколько финансовых учреждений, поликлиника, больницы и частные врачебные практики. К услугам жителей работают местные спортклубы, кафе, площадка для гольфа, лодочная база. Есть несколько школ, детские сады и разнообразные культурные учреждения.
По соседству расположен крупный полигон ВС Латвии, используемый для полевых стрельб и тактических учений. Здесь дислоцируется одна из многонациональных батальонных групп расширенного передового присутствия НАТО.

## Знаменитые уроженцы
- Альберт Каулс — советский и латвийский работник сельского хозяйства, общественный деятель, латвийский политический деятель. Министр сельского хозяйства Латвии с 21 декабря 1995 года по 6 мая 1996 года.